# Aldebaran (Band)
Aldebaran war eine 2003 gegründete Sludge- und Funeral-Doom-Band. Die Gruppe ist seit 2012 nicht mehr in Erscheinung getreten und gilt als inaktiv oder aufgelöst.

## Geschichte
Aldebaran wurde als Supergroup von Mitgliedern populärer, überwiegend amerikanischer Sludge- und Doom-Metal-Bands unterhalten. Beteiligt waren Musiker von Wolves in the Throne Room, Nightfell, YOB, Roanoke, Mournful Congregation, Witch Vomit, H.C. Minds und Tusks of Blood. Mit Aldebaran traten die Musiker ausschließlich unter Initialen auf. Über die Jahre der Aktivität änderte die Band, mitunter aufgrund der weiteren Verpflichtungen der Musiker, ihre Besetzung.
Die Gruppe debütierte im Jahr 2004 mit der Single Pleasures of War die über Parasitic Records veröffentlicht wurde. Neben der Single erschien über Parasic Records nachkommend der Großteil der Diskografie der Band. Vereinzelt kooperierte Aldebaran mit Firmen wie Kreation Records und Memento Mori Records. Im Verlauf ihrer Karriere beteiligte sich die Band an einer Reihe Split-Veröffentlichungen. Als Split-Partner agierten Rue, Sod Hauler, Zoroaster und Unearthly Trance. Hinzukommend erschien eine Kompilations-Reihe unter dem Titel …from Forgotten Tombs der Band. Als Alben erschienen 2007 Dwellers in Twilight über Parasitic Records und 2012 Embracing the Lightless Depths über Profound Lore Records.

## Rezeption
Während frühe Veröffentlichungen nur gering beachtet wurden, erfuhr Embracing the Lightless Depths international hohe Aufmerksamkeit und wurde überwiegend positiv beurteilt. Das Debüt wurde von André Bohnensack für das Ox-Fanzine und von Timothy Coleman für das Webzine Doom-Metal.com lobend rezensiert. Coleman nannte es „eines der zerschmetternsten Alben der letzten Zeit.“ Die Musik sei kompromisslos überragender Doom Metal. Ebenso urteilt Bohnensack, dass Dwellers in Twilight „die finsterste und langsamste Variante des Dooms, die vorstellbar ist“ präsentiere.
Die Veröffentlichungen jenseits der beiden Studioalben wurden vornehmlich für das Webzine Doom-Metal.com besprochen. Arnstein Petersen rezensierte die Single Pleasures of War, die Kompilation … From Forgotten Tombs. sowie die Split-Veröffentlichungen mit Rue und Sod Hauler für das Webzine. Lediglich die EP Buried Beneath Aeons besprach Bertrand Marchal. Trotz stilistischer Veränderungen blieben die Wertungen anhaltend positiv. Bereits der Single Pleasures of War aus dem Jahr 2004 bescheinigte Petersen eine „hohe Qualität“ die er „allen Sludge-Fans“ empfahl. Diese Empfehlung bekräftigte er für die Split-EP mit der Band Rue aus dem gleichen Jahr. Die im darauf folgenden Jahr erschienene Split-EP mit Sod Hauler lobte er als „die verkommene Variante einer Vitaminspritze für Doomster.“ Die mit verändertem Stil eingespielte EP Buried Beneath Aeons beschrieb Marchal als einen „Schlag auf die Seele“, die Musik sei „ein extremer Death Doom von einzigartiger nackter und emotionaler Art“. Ähnlich wurde die EP von Micha für Metal News angepriesen. Die aus einem Stück bestehende Veröffentlichung sei „ein kleines nichtkatholisches Wunder“, das allen ähnlich angelegten Stücken „die Show […] ohne jede Scham“ raube.
Mit der Kooperation mit Profound Lore Records nahm die Rezeption deutlich zu. Dabei wurde das Album überwiegend positiv bewertet, lediglich vereinzelt wurde das Album kritisch beurteilt. Micha bemängelte für Metal News, dass das Album daran scheiterte, das Niveau der vorausgegangenen EP zu wahren. Als Mangel beschrieb er die repetitiven Arrangements. Die Band wisse nicht „wie sie ihre Stücke beenden“ solle oder wann besondere Augenblicke zu setzen seien, lautete die von David E. Gehlke für Dead Rhetoric formulierte Kritik, die Musik würde einfach immer weiter fortgeführt. Der gleiche Umstand wurde in anderen Besprechungen als positive Tristesse wahrgenommen. Die Band sei eine der „extremsten Bands im Doom-Sektor und […] alles andere als leicht verdauliche Kost. Aber genau das macht die Musik so einzigartig und interessant“ schrieb Oliver Schreyer für Musikreviews.de. Weiter lobten Rezensenten die Entwicklung der Band. Dwellers in Twilight sei ein „unterschätztes Juwel des Elends“ gewesen, doch Embracing the Lightless Depths habe den Schmerz des Debüts entfernt und die Furcht verzehnfacht. Mitunter wurde das Album als „Karriere-Meilenstein“ herausgestellt. Die Band präsentiere einen „Funeral Doom der die Atmosphäre nieder drückt und den Hörer auf eine Reise von düsterer Ästhetik entführt.“ Als solche sei das Album „eine Herausforderung, die man sich gelegentlich anhören“ könne, die jedoch als „unbeabsichtigte Folge“ dem Hörer den Tag ruinieren fähig sei. Das Album sei bei mehrmaligen Hören fähig, scheinbar „die Farbe aus der umgebenden Welt zu ziehen“ und „alles ein wenig blasser und dunkler“ wirken zu lassen, womit es der Band gelungen sei, „einen wahren Höhepunkt des depressiven Death Dooms“ zu schaffen. Das Album sei eine Empfehlung für „diejenigen die es dunkel, langsam, schwer und absolut hoffnungslos mögen.“ Hinzukommend lobten einige Rezensenten, wie Grayson Currin für Pitchfork Media, die an H.P. Lovecraft orientierten Texte der Band. Die Beschäftigung mit den Texten sei „fast so lohnend wie die Platte selbst.“ Wie die Musik gelegentlich unerwartet Eleganz präsentiere verleihe die lyrische Basis der Musik einen „intelligenten Kern.“

## Stil
Die Musik von Aldebaran war einem stilistischen Wandel unterzogen. Die ersten Veröffentlichungen werden als „düsterer und doomiger Sludgecore mit viel Wut“ beschrieben. Zum Vergleich wird auf die Band Corrupted verwiesen, derweil erscheine die Musik „okkulter und unmenschlicher“ als jene dieser Vergleichsgröße. Spätere Veröffentlichungen seien dem Funeral Doom zuzuordnen und stünden indes in der Tradition von Gruppen wie Worship und Mournful Congregation. Die Musik der Band wird in allen Phasen mit einem zähen und trägen Tempo gespielt und als besonders Riff-betont wahrgenommen.

## Diskografie
| Alben - 2007: Dwellers in Twilight (Parasitic Records) - 2012: Embracing the Lightless Depths (Profound Lore Records) Singles/EPs - 2004: Pleasures of War (Parasitic Records) - 2011: Buried Beneath Aeons (Parasitic Records) | Split-Veröffentlichungen - 2004: Rue/Aldebaran (Parasitic Records) - 2005: Sod Hauler/Aldebaran (Inimical Records) - 2009: Aldebaran/Zoroaster (Kreation Records) - 2009: Unearthly Trance/Aldebaran (Parasitic Records) | Kompilation - 2008: …from Forgotten Tombs (Kreation Records) - 2013: …from Forgotten Tombs II (Download im Selbstverlag) - 2015: …from Forgotten Tombs I & II (Memento Mori) |